# ロード・ランナー (カクテル)
ロード・ランナーとは、ショートドリンクに分類される、ウォッカをベースとしたカクテルの1種である。

## 歴史
ロード・ランナーは、アメリカで1976年にバーテンダー協会が開催したカクテルのコンペティションで、第1位となったカクテルである

。
なおカクテル名は、北アメリカ大陸に生息する、地上を走る鳥のこと。

## 標準的なレシピ
- ウォッカ ： アマレット ： ココナッツ・ミルク ＝ 2 ： 1 ： 1
- ナツメグ ＝ 適量

### 作り方
ウォッカ、アマレット、ココナッツ・ミルクをシェークして、カクテル・グラス（容量75～90ml程度）に注ぐ。そこに、適量のナツメグをふりかければ完成である。

### 備考
ナツメグは使用しないこともある。